# なら国際映画祭
なら国際映画祭（ならこくさいえいがさい、英: Nara International Film Festival、略称：NIFF）は、日本の奈良県奈良市で隔年開催される映画祭である。

## 概要
奈良在住の映画作家河瀬直美は第60回カンヌ国際映画祭(2007年)において奈良市田原地区を舞台とした映画『殯の森』でグランプリを受賞した。かねてより世界で開催されている映画祭の魅力や意義を実感していた河瀬は、この受賞を契機として地元奈良への恩返しの気持ちも含めて、ふるさとを文化で活気づけようとなら国際映画祭の開催を提唱した。これに賛同する地域の有志が集まりNPO法人なら国際映画祭実行委員会を設立。地元を中心とする企業の支援と公的助成金、そして1口1万円からの個人の寄付などで運営資金を捻出し、第1回目を2010年に開催した。

## コンペティション
- 新人コンペティション部門　長編監督処女作もしくは第二作品までを対象とするコンペティション。日本初上映であることも条件。金の鹿賞（The GoldenSHIKA Award)が1作品に授与され、その副賞として監督には次回NARAtiveプロジェクト制作権が授与される。

- NARA-wave学生映画コンペティション部門　長編・短編を問わずあらゆる学生作品を紹介。金の小鹿賞（The GoldenKOJIKA Award)が1作品に授与される。

## NARAtiveプロジェクト
NARAtive（ならてぃぶ）プロジェクトは、奈良を世界へ発信するべく企画された映画製作プロジェクトである。「NARA（奈良）」と英語の「Narrative（物語性）」を掛け合わせて命名された。今後の活躍が期待される若手の映画監督を招き奈良を舞台に映画を製作。その活動を日本の第一線で活躍する映画スタッフやロケ地の地域の人々が支える。NARAtive制作権は原則として毎回のなら国際映画祭金の鹿賞（The GoldenSHIKA Award)受賞者に授与され、継続性を持つ。このプロジェクトは次世代を担う若手の映画人の育成と地域の活性化に貢献しようとしている。
　
| 年度 | 題名                 | 監督                          | ロケ地             |
| ---- | -------------------- | ----------------------------- | ------------------ |
| 2010 | 光男の栗             | Zhao Ye 中国                  | 橿原市             |
| 2010 | びおん               | 山崎都世子 日本               | 奈良市（田原地区） |
| 2012 | 祈 -inori-           | Pedro Gonzalez-Rubio メキシコ | 十津川村           |
| 2014 | ひと夏のファンタジア | Jang Kunjae 韓国              | 五條市             |
| 2016 | 東の狼               | Carlaos M. Quintela キューバ  | 東吉野村           |
| 2018 | 二階堂家物語         | Ida Panahandeh イラン         | 天理市             |
| 2020 | 再会の奈良           | Pengfei 中国                  | 御所市             |
| 2022 | 霧の淵               | 村瀬 大智 日本                | 川上村             |

## これまでの映画祭

### NIFF2010
上映作品数22本　
観客動員数5,527名
コンペティション招待作品
- 『虹』passerby#3(2010年/韓国）監督：シン・スウォン
- 『オキシゲン』Oxygen(2010年/モンゴル）監督：センゲドルジ・ジャンチウドルジ
- 『強盗』Der Rauber(2010年/オーストリア・ドイツ）監督：ベンヤミン・ハイゼンベルク
- 『海へ』Alamar(2009年/メキシコ）監督：ペドロ・ゴンザレス・ルビオ
- 『パライソ』paraiso(2009年/ペルー）監督：エクトル・ガルヴェス
- 『不惑のアダージョ』（2009年/日本）監督：井上都紀
- 『終わらぬ冬はない』C'est daja lete(2010年/オランダ・ベルギー）監督：マルタイン・マリア・スミス
- 『アジャミ』Ajami(2009年/イスラエル・ドイツ）監督：スキャンター・コプティ、ヤロン・シャニ

### NIFF2012
上映作品数35本
観客動員数10,900名
コンペティション招待作品
- 『エレクトリック・チルドレン（英語版）』Electrick Children（2012年/アメリカ）監督：レベッカ・トーマス（英語版）Rebecca Thomas
- 『Atmen（英語版）』Atmen(Breathing)（2012年/オーストリア）監督：カール・マルコヴィックスKarl Markovics
- 『眠れぬ夜』Sleepless Night(2012年/韓国）監督：チャン・クンジェJang Kun-Jae
- 『FOGO-フォーゴ-』Fogo(2012年/カナダ・メキシコ)監督:ユレネ・オライゾラYulene Olaizola
- 『カメルのはかりごと』Sharqiya(Central Station)(2012年/イスラエル・フランス・ドイツ)監督:アミ・リヴネAmi Livne
- 『ソレイユのこどもたち』Children of Soleil(2011年/日本）監督：奥谷洋一郎
- 『サイリの決断（英語版）』O Le Tulafale(The Orator)(2011年/ニュージーランド)監督:トゥシ・タマセセTusi Tamasese
- 『冬の遊牧民』Hiver Nomade(Winter Nomads)(2012年/スイス)監督:マニュエル・フォン・ストゥラーManuel von Stüler

NARA-wave2012
- 『空の白』　監督：佐藤公紀
- 『美しい朝食』　監督：河股藍
- 『雪の砂漠』　監督：野田英季
- 『かしこい狗は、吠えずに笑う』　監督：渡部亮平
- 『えん』　監督：miiya
- 『くつした』　監督：加藤郁夫
- 『サイケファミリア』　監督：平松明緒
- 『深海魚たち』　監督：荻田　和貴
- 『冬天、最後的碎片』　監督：エドモンド・楊
- 『瞳』　監督：小巻

### NIFF2014
上映作品数43本
観客動員数18,459名
コンペティション招待作品
- 『おみおくりの作法』Still Life（2013年/イギリス・イタリア）監督：ウベルト・パゾリーニ（英語版）
- 『Macondo（英語版）』(2014年/オーストリア）監督：スダベ・モルデザイ
- 『Liar's Dice（英語版）』（2013年/インド）監督：ギートゥ・モーハンダース（英語版）
- 『The Swimming Pool』（2012年/キューバ・ヴェネズエラ）監督：カルロス・キンテラ
- 『騒音の騒音』（2014年/韓国）監督：植田二郎
- 『世界を救った男たち（英語版）』 （2014年/マレーシア・オランダ・ドイツ・フランス）監督：リュウ・センタック
- 『The Night』（2014年/中国）監督：ジョウ・ハオ
- 『40days of silence』(2014年/ウズベキスタン・タジキスタン・オランダ・ドイツ・フランス）監督：サオダート・イスマイロヴァ

NARA-wave2014

### NIFF2016

#### 上映作品数　65本
観客動員数　31,451名
コンペティション招待作品
- 『HEDI SCHNEIDER IS STUCK』（2015年/ドイツ・ノルウェー）監督：ソニア・ハイス　Sonja Heiss
- 『真白の恋』（2015年/日本）監督：坂本欣弘
- 『THE BEEKEEPER AND HIS SON』（2016年/スイス・カナダ）監督：ディエディエ・ウォン　Diedie Weng
- 『HOW TO WIN AT CHECKERS(EVERY TIME)』（2015年/タイ・アメリカ・香港・インドネシア）監督：ジョッシュ・キム　Josh Kim
- 『GOLDEN KINGDOM』（2015年/アメリカ）監督：ブライアン・パーキンス　Brian Perkins
- 『OLD STONE』（2016年/中国・カナダ）監督：ジョニー・マー　Johnny Ma
- 『NAHID』（2015年/イラン）監督：アイダ・パナハンデ　Ida Panahandeh

NARA-wave2016
- 『波と共に』　監督：川添ビイラル
- 『ぼくと駄菓子のいえ』　監督：田中健太
- 『トオリ雨』　監督：稲田眞幹
- 『溶ける』　監督：井樫彩
- 『ひこうせんより』　監督：広田智大
- 『町の匂い』　監督：栗原翔
- 『かくれんぼ』　監督：田中希美絵
- 『チョコレートケーキと法隆寺』　監督：向井啓太
- 『川 崎 競 輪』　監督：水野さやか

### NIFF2018
上映作品数 本
コンペティション招待作品
NARA-wave学生部門

### NIFF2020
上映作品数 本
コンペティション招待作品
NARA-wave学生部門

### NIFF2022
上映作品数 本
コンペティション招待作品
NARA-wave学生部門

### NIFF2024
上映作品数 本
コンペティション招待作品
- 『サートゥ / うさぎ年』Satu - Year of the Rabbit (2024年/UK、ラオス ）監督：ジョシュア・トリッグ
- 『失った時間』Borrowed Time (2023年/中国）監督：ツァイ・ジエ
- 『鳥かごは鳥を探す』The Cage is Looking for a Bird (2023年/フランス・ロシア）監督：マリカ・ムサエヴァ
- 『パーマネント・ピクチャー』The Permanent Picture (2023年/スペイン・フランス）監督：ラウラ・フェレス
- 『催眠』The Hypnosis　(2023年/スウェーデン・ノルウェー・フランス）監督：アーネスト・デ・ギア
- 『ハートレス』Heartless(2013年/ブラジル）監督：ナラ・ノルマンデ、ティアオ

NARA-wave学生部門
- 『白内障』　監督：ルーカス・イヴァニクツ
- 『よく見れば星』　監督：森美春
- 『葉っぱのささやき』　監督：ラブリーン・フンジャン
- 『砂時計』　監督：チン・ジョキン
- 『奇祭』　監督：榊原滉
- 『ヘイルストームに咲く花』　監督：マハラシ・トゥヒン・カシップ
- 『忘れたものだけが新しい』　監督：モナ・シーア
- 『枯葉は川をくだる』　監督：趙澤宇（チョウ・タクウ）
- 『詩人』　監督：クン・サン
- 『分離の予感』　監督：カ・エイケツ

## ならシネマテーク
県庁所在地でありながら、奈良市には映画館がひとつもないことを憂い、なら国際映画祭実行委員会は映画を見る楽しみを奈良市民に根付かせるために移動映画上映会を毎月開催している。基本的には毎月第二金・土・日曜日に人が集まれそうな場所に仮設映画館を設営し、上映会を行う。上映の前後にはナビゲーターが登場する。ナビゲーターは上映前には映画を理解しやすくするための手引きを紹介し、上映後には観客と感想を共有して語り合うことを行っている。

| 年月       | 題名                                               | 場所                             | 観客動員 |
| ---------- | -------------------------------------------------- | -------------------------------- | -------- |
| 2013年4月  | 仁義なき戦い                                       | ならまちセンター                 | 262      |
| 2013年5月  | モンサントの不自然な食べもの                       | 藝育カフェsankaku                | 338      |
| 2013年6月  | ベティ・ブルー                                     | もいち堂                         | 181      |
| 2013年7月  | 誰も知らない                                       | 奈良国立博物館講堂               | 448      |
| 2013年8月  | 火垂るの墓                                         | ならまちセンター 市民ホール      | 226      |
| 2013年9月  | ブリキの太鼓                                       | ホテルサンルート奈良             | 218      |
| 2013年10月 | 生きてるうちが花なのよ死んだらそれまでよ党宣言     | きらっ都奈良                     | 214      |
| 2013年11月 | バグダッド・カフェ                                 | もいち堂                         | 226      |
| 2013年12月 | 戦場のメリークリスマス                             | もいち堂                         | 204      |
| 2014年1月  | 男はつらいよ                                       | ホテルサンルート奈良             | 157      |
| 2014年2月  | 恋する惑星                                         | 藝育カフェsankaku                | 203      |
| 2014年3月  | エンディングノート他                               | 奈良女子大学講堂                 | 583      |
| 2014年4月  | アメリ                                             | ならまちセンター多目的室         | 265      |
| 2014年5月  | 人のセックスを笑うな                               | 奈良女子大学佐保会館             | 162      |
| 2014年6月  | レ・ミゼラブル                                     | 奈良女子大学講堂                 | 685      |
| 2014年7月  | 髪結いの亭主                                       | ホテルサンルート奈良             | 228      |
| 2014年8月  | ブンミおじさんの森                                 | ホテルサンルート奈良             | 136      |
| 2014年9月  | ハンナ・アーレント                                 | 藝育カフェsankaku                | 338      |
| 2014年10月 | 死刑台のエレベーター                               | 奈良女子大学佐保会館             | 191      |
| 2014年11月 | ラヴィ・ド・ボエーム                               | ホテルサンルート奈良             | 146      |
| 2014年12月 | 冬の小鳥                                           | ホテルサンルート奈良             | 161      |
| 2015年1月  | その街のこども                                     | ホテルサンルート奈良             | 138      |
| 2015年2月  | チョコレートドーナツ                               | ホテルサンルート奈良             | 268      |
| 2015年3月  | ニッポンの嘘                                       | ならまちセンター多目的室         | 252      |
| 2015年4月  | 少女は自転車にのって                               | 奈良女子大学講堂                 | 211      |
| 2015年5月  | 二郎は鮨の夢を見る                                 | ホテルサンルート奈良             | 234      |
| 2015年6月  | オーケストラ!                                      | 奈良女子大学講堂                 | 516      |
| 2015年7月  | オロ                                               | ホテルサンルート奈良             | 349      |
| 2015年8月  | マンマ・ミーア!                                    | 奈良女子大学講堂                 | 371      |
| 2015年9月  | 聖者たちの食卓                                     | ならまちセンター                 | 599      |
| 2015年10月 | 千年の一滴だししょうゆ                             | きらっ都奈良                     | 340      |
| 2015年11月 | 西の魔女が死んだ                                   | 帝塚山大学奈良・学園前キャンパス | 334      |
| 2015年12月 | Pina/ピナ・バウシュ 踊り続けるいのち               | ホテルサンルート奈良             | 277      |
| 2016年1月  | マダム・イン・ニューヨーク                         | 奈良女子大学講堂                 | 431      |
| 2016年2月  | パパ、遺伝子組み換えってなぁに？                   | 奈良女子大学講堂                 | 328      |
| 2016年3月  | 特別作品（複数作品上映）                           | 奈良国立博物館講堂               | 220      |
| 2016年4月  | ハロー！？ゴースト                                 | 奈良女子大学講堂                 | 219      |
| 2016年5月  | めぐり逢わせのお弁当                               | 奈良女子大学講堂                 | 423      |
| 2016年6月  | ロイヤル・コンセルトヘボウオーケストラがやってくる | 奈良女子大学講堂                 | 424      |
| 2016年7月  | 大統領の料理人                                     | 奈良女子大学講堂                 | 634      |
| 2016年8月  | 国際市場で会いましょう                             | 奈良女子大学講堂                 | 349      |
| 2016年10月 | 恋人たち                                           | ホテルサンルート奈良             | 111      |
| 2016年11月 | エール！                                           | 奈良女子大学講堂                 | 177      |
| 2016年12月 | ヴィンセントが教えてくれたこと                     | 奈良女子大学講堂                 | 174      |
| 2017年1月  | マルガリータで乾杯を                               | ならまちセンター多目的室         | 172      |
| 2017年2月  | しあわせへのまわり道                               | ホテルサンルート奈良             | 207      |
| 2017年3月  | 特別作品（複数作品上映）                           | 奈良県立大学3号館多目的ホール    | 254      |
| 2017年4月  | アンコール!!                                       | 奈良女子大学講堂                 | 213      |
| 2017年5月  | カンパイ！世界が恋する日本酒                       | 奈良女子大学講堂                 |          |
| 2017年6月  | ボーイ・ソプラノ ただひとつの歌声                  | 奈良女子大学講堂                 |          |

## 沿革
2008年
- 「文化は必ず『まち』を元気にする」シンポジウム
- 「タム君、奈良に来たる！」タイと日本の映像文化交流イベント
- なら国際映画祭シンポジウム ゲスト：辰野勇、アレックス・カー

2009年
- 「’祈りの時代’を考える」声明＆映像ライブ＋プレミアトークショー＋映画上映会
- 「美」プレミアトークショー＋野外映画上映会
- 「こどものまなざし」こども映画＋こども向けイベント
- 『沙羅双樹』バサラ祭り特別演舞＋野外映画上映会
- NARAtive2010『びおん』『光男の栗』撮影

2010年
- 第一回なら国際映画祭 開催

2011年
- 3月 NARAtive2010『びおん』『光男の栗』上映 桃井かおり×河瀬直美トークショー
- 4月 NARAtive2012 『祈』撮影
- 5月 『3.11 A Sense of Home Films』の企画発表をカンヌ国際映画祭にて発表
- 9月 『3.11 A Sense of Home Films』奉納上映　吉野金峰山寺
- 9月 PRE FIESTA 2011 開催

2012年
- 6月 大阪・名古屋・東京にて奈良県南部大水害復興支援イベント「南からの風」開催
- 4月〜7月 葛城市立白鳳中学校　2年生（156名)×なら国際映画祭ワークショップ開催
- 8月 NARAtive 2012『祈』ロカルノ国際映画祭 新鋭部門 最優秀グランプリ受賞
- 8月 東大寺学園×なら国際映画祭 映像ワークショップ開催
- 8月 なら国際映画祭プレイベント『萌の朱雀』上映　尾野真千子×河瀬直美トークショー
- 9月 なら国際映画祭2012 開催
- 11月 NARAtive 2012 『祈』メキシコ Festival Internacional de Cine de Morelia ドキュメンタリー部門 Best Mexican Documentary賞(最優秀賞)受賞

2013年
- 1月 高校一年生が監督デビュー上野遼平監督『瘡蓋譚（かさぶたたん）』撮影を全面バックアップ
- 4月 ならシネマテーク毎月開催開始　井筒和幸監督、是枝裕和監督来場
- 8月 NARAtive『ひと夏のファンタジア』撮影
- 12月 ジュネーヴ芸術デザイン大学 （HEAD）×なら国際映画祭映像　長期（3週間）ワークショップ「Grand Voyage」開催

2014年
- ならシネマテーク (2013年より継続　毎月開催)
- 2月『瘡蓋譚』ゆうばり国際ファンタスティック映画祭2014　フォアキャスト部門ノミネート
- 7月なら国際映画祭プレイベントUAライブin飛鳥開催
- 9月なら国際映画祭2014開催
- NARAtive 2014『ひと夏のファンタジア』上映

2015年
- ならシネマテーク（毎月開催）
- 3月国際交流基金地球市民賞受賞
- 9月なら国際映画祭2016プレイベント星空上映会開催　於奈良公園春日野園地　銀河鉄道999 (The Galaxy Express 999)上映、原作者松本零士来場

2016年
- ならシネマテーク（毎月開催）
- 9月 なら国際映画祭2016開催
- 9月 NARAtive 2016『東の狼』上映

2017年
- ならシネマテーク（毎月開催）
- 6月 NARAtive（ナラティブ）2018のキックオフイベント 『自転車発電上映会』於天理駅前広場コフフン